# 巴尔德米耶尔克
巴尔德米耶尔克，是西班牙卡斯蒂利亚-莱昂萨拉曼卡省的一个市镇。 总面积17平方公里，总人口68人（2001年），人口密度4人/平方公里。